# Lorenzo Fragola
Lorenzo Fragola (Catania, 26 aprile 1995) è un cantautore italiano, vincitore dell'ottava edizione del talent show X Factor.

## Biografia

### Primi anni
Nato nel 1995 a Catania dai genitori Davide e Rossella, ha frequentato il liceo scientifico Galileo Galilei, periodo nel quale ha partecipato a due rappresentazioni teatrali organizzate dalla scuola come cantante e presentate presso il Teatro Stabile di Catania, intitolati Cavalleria rusticana e Shakespeare in Love. Conseguito il diploma, Fragola si è trasferito a Bologna per studiare al DAMS.

### 2013-2014:X Factore il primo EP
Nel 2013 ha partecipato ai casting della settima edizione del talent show X Factor, venendo scartato ai provini preliminari. Durante l'estate del 2014 ha partecipato nuovamente alle audizioni di X Factor, riuscendo ad accedere alle fasi successive ed entrare a far parte della categoria Uomini 16-24 del rapper Fedez. Il 4 dicembre 2014 viene pubblicato il suo singolo di debutto The Reason Why, certificato dalla FIMI prima disco d'oro in 5 giorni e dopo doppio disco di platino, stabilendo così un primato assoluto all'interno del programma.

### 2015:1995
Nel febbraio del 2015 Fragola partecipa alla 65º Festival di Sanremo nella sezione "Campioni" con il brano Siamo uguali, che si classifica al decimo posto. Tale singolo ha anticipato la pubblicazione del primo album in studio del cantante, intitolato 1995 e pubblicato il 31 marzo 2015.
L'album, di cui è autore lo stesso Fragola, contiene brani interpretati sia in lingua inglese sia in lingua italiana. Tra gli altri autori dei brani hanno contribuito Nek, Tom Odell ed A/J leader dei Saint Motel. Oltre ad aver scritto la maggior parte dei testi, Lorenzo Fragola ha curato personalmente gli arrangiamenti insieme ai produttori Fabrizio Ferraguzzo e Fausto Cogliati. Ad una settimana dall'uscita, l'album ha debuttato alla prima posizione nella classifica italiana degli album. Riceve una candidatura ai Kids' Choice Awards 2015 nella categoria Cantante italiano preferito e altre due agli MTV Italia Awards 2015 nelle categorie Artist Saga e Best New Artist, quest'ultimo vinto.
Nello stesso periodo ha collaborato con i Two Fingerz alla realizzazione del brano Matriosca, presente in La tecnica Bukowski. Il 14 giugno 2015, in occasione degli MTV Italia Awards 2015, ha presentato il brano # Fuori c'è il sole, terzo singolo estratto da 1995.
Il 29 giugno 2015 è stato protagonista di una serata evento al cinema prodotta da Sony Music, Qmi e Fremantle in diretta dal PalaLottomatica di Roma e trasmesso in oltre 180 sale cinematografiche in tutta Italia.

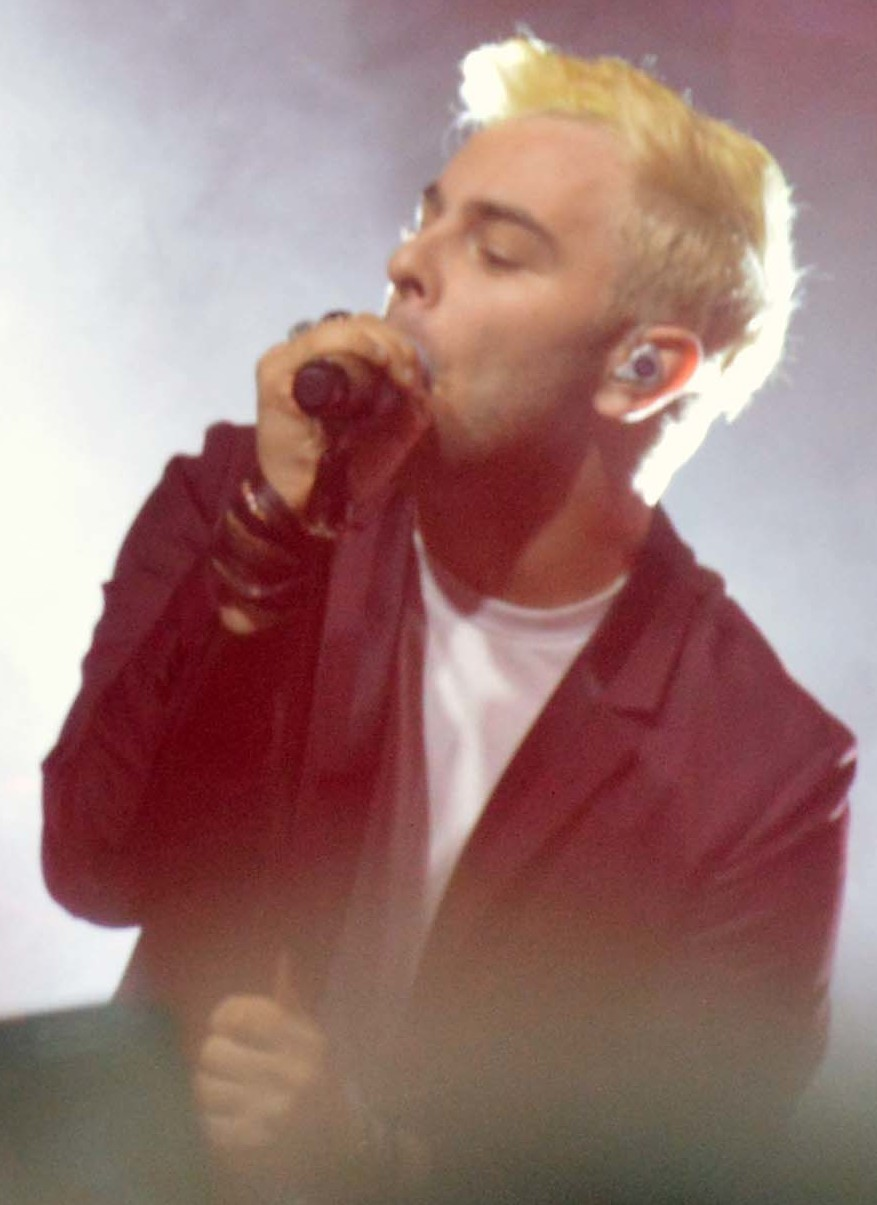
Lorenzo Fragola in tour

Il brano La nostra vita è oggi, incluso nel suo album 1995, è stato scelto per accompagnare i titoli di coda del film Il viaggio di Arlo.

### 2016:Zero Gravity
A inizio 2016 Fragola è stato inserito alla sesta posizione al contest di MTV Italia #MTVStarOf2015, risultando l'artista italiano più votato dagli utenti. Il 12 gennaio l'album 1995 è stato eletto album dell'anno 2015 secondo gli ascoltatori di Radio Italia.
Nel mese di gennaio il cantante si è inoltre recato nel Regno Unito, nella località di Brighton, per girare il videoclip del singolo Infinite volte, il quale è stato presentato alla 66ª edizione del Festival di Sanremo, manifestazione alla quale si è classificato quinto. Tale singolo, insieme ai videoclip dei brani D'improvviso, Weird e Zero Gravity, usciti rispettivamente il 4, 9 e l'11 marzo, hanno anticipato la pubblicazione del secondo album in studio di Fragola, intitolato Zero Gravity e uscito l'11 marzo dello stesso anno.

### 2018:Bengala
Il 16 giugno 2017 è stato pubblicato L'esercito del selfie, singolo di debutto dei disc jockey Takagi & Ketra che vede la partecipazione vocale dello stesso Fragola e di Arisa.
Agli inizi del 2018 Fragola ha rivelato di essere alle fasi conclusive nella lavorazione del terzo album in studio, intitolato Bengala e annunciato per la primavera. Il 19 gennaio il cantante ha pubblicato come primo singolo l'omonimo Bengala, a cui ha fatto seguito il 30 marzo il secondo singolo Battaglia navale, mentre l'album è stato messo in commercio il 27 aprile. Il disco ha avuto tuttavia meno successo dei due precedenti.

### 2019-2023: Collaborazioni con altri artisti,Crepacuore
Dal 2019 al 2021 l'attività musicale di Fragola è stata limitata a due singoli stand-alone, entrambi realizzati con la partecipazione di artisti ospiti: Camera con vista con Federica Abbate e Solero con i The Kolors.
Nel 2022 ha intrapreso una collaborazione artistica con Mameli sfociata con l'album Crepacuore, anticipato dai singoli Attraverso, Luna fortuna, Testa x aria e Happy.

### 2025-presente:Inediti
Il 13 giugno 2025 torna sulle scene musicali con il singolo da solista 1xte1xme, scritto e composto dallo stesso Fragola e dal cantante Mameli.

## Discografia
- 2015 – 1995
- 2016 – Zero Gravity
- 2018 – Bengala
- 2023 – Crepacuore (con Mameli)

## Partecipazioni a manifestazioni canore
- Festival di Sanremo (Rai 1)
  - 2015 – 10º posto sezione "Campioni" con Siamo uguali
  - 2016 – 5º posto sezione "Campioni" con Infinite volte

## Riconoscimenti
- Medimex
  - 2015 – Vinto - Miglior opera prima per 1995[37]
- MTV Europe Music Awards 2015
  - 2015 – Candidatura - Best Italian Act
- MTV Italia Awards
  - 2015 – Candidatura - Artist Saga
  - 2015 – Vinto - Best New Artist
- Kids' Choice Awards
  - 2015 – Candidatura - Cantante italiano preferito